# Schizonycha ertli
Schizonycha ertli är en skalbaggsart som beskrevs av Moser 1919. Schizonycha ertli ingår i släktet Schizonycha och familjen Melolonthidae. Inga underarter finns listade i Catalogue of Life.